# イザベル・ドルレアン (1900-1983)

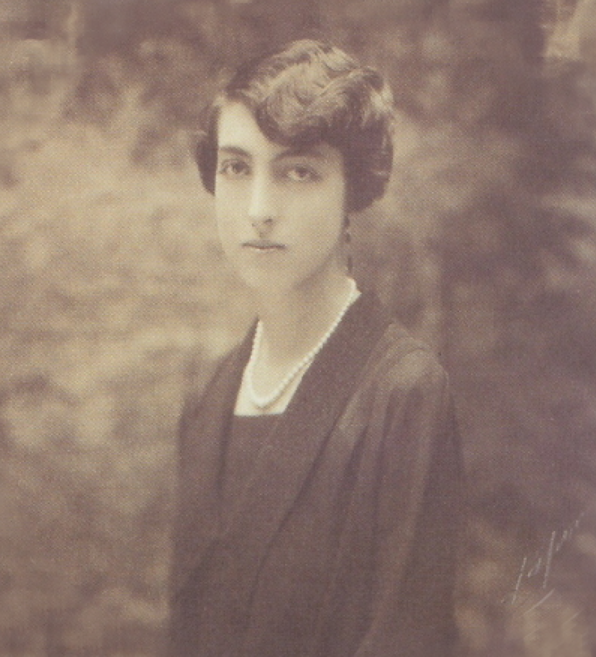
イザベル・ドルレアン、1920年

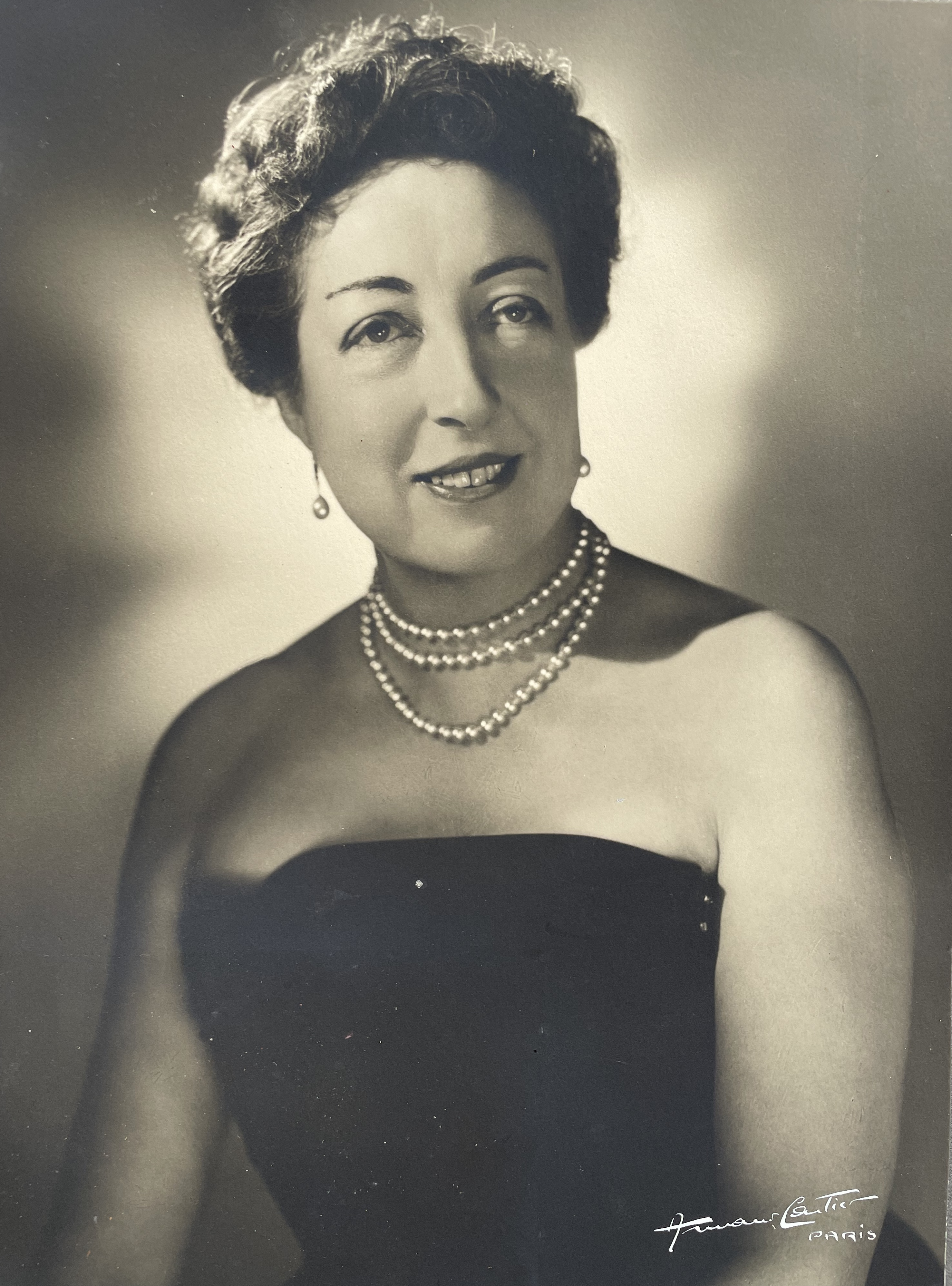
イザベル・ドルレアン、1970年

イザベル・フランソワーズ・エレーヌ・マリー・ドルレアン（Isabelle Françoise Hélène Marie d’Orléans, 1900年11月27日 ル・ヌヴィオン＝アン＝ティエラシュ - 1983年2月12日 ヌイイ＝シュル＝セーヌ）は、フランスの旧王族オルレアン家の子孫。
共にフランス王ルイ・フィリップの曾孫にあたり、従兄妹同士であったギーズ公ジャン・ドルレアンとイザベル・ドルレアンの間の第3子・三女。一家は1909年よりフランス保護領モロッコで暮らし、第一次世界大戦勃発時は偶然フランスに滞在していたが、父ギーズ公以外の家族は戦争を避けモロッコに戻っている。
1923年9月12日ル・シェネにて、有力なオルレアニスト政治家だったウジェーヌ・ダルクール公爵の曾孫の1人ブルーノ・ダルクール伯爵と結婚したが、夫は1930年自動車事故で世を去った。
1934年7月12日ジュイ＝アン＝ジョザスにて、ピエール・ミュラ公子（1900年 - 1948年）と再婚。ミュラは第3代ミュラ公爵リュシアン・ミュラの曾孫、第3代エルシンジャン公爵ミシェル＝アロイ・ネイの孫であり、ボナパルティストの家系だったので、父ギーズ公は怒ってイザベルを義絶、オルレアン家の成員から除外した。
1940年の父の死後、第二次世界大戦の戦火を避け、モロッコのアライシュに家族が所有する所領に戻った。

## 子女
最初の夫との間に4人の子をもうけた。
- ベルナール・ダルクール（1925年 - 1958年[3]） - ゼナイード・ラシェウスカと初婚（離別）、1951年イヴォンヌ・ド・コンタードと再婚し2子を得る
  - ブルーノ・ダルクール（1951年 - 2020年）
  - フランソワ・ダルクール（1953年 - ） - 1981年ジャン・アヌイの娘コロンブ・アヌイと結婚・子孫あり[4][5]
- ジローヌ・ダルクール（1927年 - 2019年） - 1950年アントワーヌ・ド・ドルー＝ブレゼ伯爵と結婚・子孫あり[6]
- イザベル・ダルクール（1927年 - 1993年） - 1948年、継父の又従兄弟の息子であるルイ・ミュラ公子と結婚・子孫あり[7]
- モニーク・ダルクール（1929年 - 2025年） - 1948年アルフレッド・ブーレイ・ド・ラ・ムールトと結婚・子孫あり[8]
  - ジローヌ・ブーレイ・ド・ラ・ムールト（1949年 - ） - 1975年ルノー・ド・クレルモン＝トネール伯爵と結婚[9]
  - ロール・ブーレイ・ド・ラ・ムールト（1951年 - ） - ジャーナリスト、ジェームズ・ゴールドスミスの愛人となり映画製作者シャーロット・コルバート（英語版）ら2子を得る[10]
  - イズルト・ブーレイ・ド・ラ・ムールト（1956年 - ） - 1979年アレクサンドル・ブラカ・ダルプ（第6代ブラカ公爵の子息）と結婚・子孫あり[11]

## 引用・脚注
1. 1 2 3 4 5 6  de Montjouvent, Philippe. ‘’Le Comte de Paris et sa Descendance’’. Editions du Chaney, 1998, Charenton, France. pp. 33-34, 78, 323, 386. (French). ISBN 2-913211-00-3.
2. ↑  Almanach de Gotha. 1944. Bourbon (Orléans). Gotha. Justus Perthes, 1944), pp. 1832, 490-491. (French).
3. ↑  Count Bernard d'Harcourt geneall.net
4. ↑  “Généalogie de Colombe Anouilh”. 2025年6月13日閲覧。
5. ↑  Colombe Anouilh geneall.net
6. ↑  “Antoine de Dreux-Brézé n. 22 août 1928 - Rodovid FR”. 2025年6月13日閲覧。
7. ↑  Louis Marie Xavier Joachim Napoleon Prince Murat geneall.net
8. ↑  Alfred Count Boulay de la Meurthe geneall.net
9. ↑  Renaud Count of Clermont Tonnerre geneall.net
10. ↑  Smith, Sally Bedell. Vanity Fair. Billionaire with a Cause. May 1997. Retrieved 27 July 2016.
11. ↑  Alexandre de Blacas d'Aulps geneall.net